# Rally Príncipe de Asturias de 2007
El Rally Príncipe de Asturias de 2007, oficialmente 44.º Rally Príncipe de Asturias, fue la cuadragésimo cuarta edición y la séptima cita de la temporada 2007 del Campeonato de España de Rally. Se celebró del 8 al 9 de septiembre y contó con un itinerario de quince tramos que sumaban un total de 249,9 km cronometrados.

## Itinerario
| Día   | Tramo | Nombre                       | Distancia | Ganador              | Tiempo  | Líder                |
| ----- | ----- | ---------------------------- | --------- | -------------------- | ------- | -------------------- |
| Día 1 | TC1   | Munco-Muño                   | 7.92 km   | Enrique García Ojeda | 4:32.7  | Enrique García Ojeda |
| Día 1 | TC2   | Pajomal-Carbayin-La Rasa     | 29.28 km  | Enrique García Ojeda | 20:45.2 | Enrique García Ojeda |
| Día 1 | TC3   | Munco-Muño                   | 7.92 km   | Enrique García Ojeda | 4:28.8  | Enrique García Ojeda |
| Día 1 | TC4   | Pajomal-Carbayin-La Rasa     | 29.28 km  | Enrique García Ojeda | 20:35.9 | Enrique García Ojeda |
| Día 1 | TC5   | Cesa-Valdebarcena            | 11.25 km  | Enrique García Ojeda | 6:58.2  | Enrique García Ojeda |
| Día 1 | TC6   | Cesa-Valdebarcena            | 11.25 km  | Enrique García Ojeda | 6:54.9  | Enrique García Ojeda |
| Día 1 | TC7   | Piedrafita-La Zorea-Anayo    | 26.86 km  | Enrique García Ojeda | 18:52.2 | Enrique García Ojeda |
| Día 1 | TC8   | Cesa-Valdebarcena            | 11.25 km  | Alberto Hevia        | 6:54.1  | Enrique García Ojeda |
| Día 1 | TC9   | Piedrafita-La Zorea-Anayo    | 26.86 km  | Enrique García Ojeda | 18:38.9 | Enrique García Ojeda |
| Día 2 | TC10  | Argame-Las Mazas             | 11.64 km  | Enrique García Ojeda | 7:41.1  | Enrique García Ojeda |
| Día 2 | TC11  | La Nueva-La Invernal         | 20.60 km  | Enrique García Ojeda | 15:04.3 | Enrique García Ojeda |
| Día 2 | TC12  | Blimea-La Casilla-El Corvero | 11.82 km  | Marcelino Hevia      | 8:27.7  | Enrique García Ojeda |
| Día 2 | TC13  | Argame-Las Mazas             | 11.64 km  | Enrique García Ojeda | 7:32.7  | Enrique García Ojeda |
| Día 2 | TC14  | La Nueva-La Invernal         | 20.60 km  | Enrique García Ojeda | 14:58.9 | Enrique García Ojeda |
| Día 2 | TC15  | Blimea-La Casilla-El Corvero | 11.82 km  | Alberto Hevia        | 8:35.7  | Enrique García Ojeda |

## Clasificación final
| Pos. | Piloto               | Copiloto           | Automóvil                | Tiempo         | Diferencia |
| ---- | -------------------- | ------------------ | ------------------------ | -------------- | ---------- |
| 1.   | Enrique García Ojeda | Jordi Barrabés     | Peugeot 207 S2000        | 2:51:06.3      | 0.0        |
| 2.   | Alberto Hevia        | Alberto Iglesias   | Volkswagen Polo S2000    | 2:53:32.9      | +2:26.6    |
| 3.   | Sergio Vallejo       | Diego Vallejo      | Porsche 997 GT3 RS 3.6   | 2:55:31.2      | +4:24.9    |
| 4.   | Sergio López-Fombona | Juan Carlos Dorado | Mitsubishi Lancer Evo IX | 2:59:57.0 0:10 | +8:50.7    |
| 5.   | Sergio Pérez         | Pablo Marcos       | Renault Clio S1600       | 3:00:08.6      | +9:02.3    |
| 6.   | Carlos Márquez       | Aintzane Goñì      | Fiat Punto S1600         | 3:01:35.1      | +10:28.8   |
| 7.   | Antonio Garrido      | Samuel Folgueral   | Mitsubishi Lancer Evo IX | 3:06:26.2      | +15:19.9   |
| 8.   | César Palacio        | Pablo Álvarez      | Renault Clio Sport       | 3:07:08.6      | +16:02.3   |
| 9.   | Miguel Arias         | Roberto Arias      | Peugeot 206 XS           | 3:07:41.6      | +16:35.3   |
| 10.  | Jonathan Pérez       | Enrique Velasco    | Mitsubishi Lancer Evo IX | 3:08:08.0      | +17:01.7   |